# Kungens rosor
Kungens rosor är en roman från 1939 av Moa Martinson. Det är den tredje delen i Moa Martinsons självbiografiska serie om arbetarflickan Mia. Handlingen utspelar sig i sekelskiftets Norrköping. Romansviten bygger delvis på följetongen Pigmamma som Martinson skrev för tidskriften Brand 1928-29.